# Отважный Робин Гуд
«Отважный Робин Гуд» — советский приключенческий кукольный мультфильм для детей. Снят в 1970 году режиссёром Анатолием Карановичем.

## Сюжет
Фильм повествует о подвигах Робин Гуда, любимого героя английских народных баллад, благородного и бесстрашного защитника бедных.

Шериф Ноттингемский обещает тысячу золотых монет в награду тому, кто принесёт ему голову Робин Гуда. Но деньги получает… сам Робин, который тут же раздаёт их беднякам. Король Ричард Львиное Сердце посылает рыцаря Гая, чтобы схватить Робин Гуда, но тот с помощью своих друзей — вольных стрелков ловко обманывает рыцаря и, забрав его доспехи и коня, сам под видом рыцаря отправляется в Ноттингем, чтобы спасти от смерти узников, заточённых в подземелье по приказу шерифа…

## Создатели фильма
| сценарий                     | Евгения Аграновича |
| режиссёр                     | Анатолий Каранович |
| художники-постановщики       | Лев Мильчин, А. Данилов |
| оператор                     | Теодор Бунимович |
| композитор                   | Михаил Зив |
| звукооператор                | Борис Фильчиков |
| мультипликаторы:             | Юрий Клепацкий, Павел Петров, Мария Портная, Владимир Пузанов, Борис Савин |
| роли озвучивали:             | Олег Анофриев — рассказчик / Робин Гуд / песня Анатолий Папанов — Шериф Александр Граве — рыцарь Гай Лия Ахеджакова — Маленький Джон                                                                   |
| куклы и декорации выполнили: | Олег Масаинов, В. Калашникова, Павел Гусев, Марина Чеснокова, Владимир Аббакумов, Галина Геттингер, Валерий Петров, Владимир Алисов, Виктор Гришин, Павел Лесин, Светлана Знаменская, Валентин Ладыгин |
| под руководством             | Романа Гурова |
| монтажёр                     | Лидия Кякшт |
| редактор                     | Наталья Абрамова |
| директор картины             | Натан Битман |

## Факты
- Песня «Тайна Робин Гуда» в исполнении Олега Анофриева написана на стихи сценариста и поэта Евгения Аграновича[1].